# Радева къща
Къщата на Александър Радев е архитектурна забележителност в град София, България.

## Местоположение
Къщата се намира на улица „Солунска“ № 56.

## История
Къщата е построена през 1909 година за семейстовото на политика Александър Радев. Архитект е Антон Торньов.

## Архитектура
През 1976 година е обявена за архитектурно-строителен паметник на културата от местно значение. В къщата се помещава офисът на фондация „Отворено общество – България“.
Външният облик на сградата се отличава с богатство на геометрични форми – многоъгълни начупвания на двете еркерни кули, различна форма на покривите и наслагване на различни геометрични обеми. Фасадата на къщата не е симетрична. Еркерът представлява половин шестоъгълник, интерпретиращ кьошка от възрожденските къщи. Лоджията с дървен парапет и изнесена стреха наподобява чардака в традиционната българска архитектура. Разнообразието на форми е най-голямо в таванския етаж. На страничната фасада е изграден балкон с дървена конструкция. Над всички прозорци в равнината на фасадата е фронтон с форма напомняща обърната отворена книга.